# Wendy Phillips
Wendy Phillips (Brooklyn - New York, 2 januari 1952) is een Amerikaanse actrice.

## Biografie
Phillips werd geboren in de borough Brooklyn van New York.
Phillips begon in 1975 met acteren in de film Death Be Not Proud, waarna zij nog meerdere rollen in films en televisieseries speelde.
Philips is in 1981 getrouwd met Scott Paulin met wie zij een dochter heeft.

## Filmografie

### Films
Uitgezonderd korte films.
- 2015 The Heyday of the Insensitive Bastards - als mrs. Nighetti
- 2007 Rendition – als Samantha
- 2006 Cool Air – als Mrs. Baxter
- 2006 Friends with Money – als gastvrouw bij liefdadigheid
- 2004 Life on Liberty Street – als Lucy Zane
- 2001 I Am Sam – als Miss Wright
- 1996 Home of the Brave – als Claire Greene
- 1996 A Season in Purgatory – als Luanne Utley
- 1996 The Rockford Files: Friends and Foul Play – als Babs Honeywell
- 1996 Heroine of Hell – als Margaret
- 1995 Fast Company – als Paula Stone
- 1994 MacShayne: The Final Roll of the Dice – als Hannah Foss
- 1994 MacShayne: Winner Takes All – als Hannah Foss
- 1991 Bugsy – als Esta Siegel
- 1990 Appearances – als Marie Danzig
- 1989 The Wizard – als Christine Bateman
- 1989 The Gifted One – als Sarah Grant
- 1988 From Hollywood to Deadwood – als Monolith secretaresse
- 1988 Midnight Run – als Gail
- 1986 Fuzzbucket – als moeder
- 1982 Airplane II: The Sequel – als Mary
- 1980 The Love Tapes – als Lisa Del Monte
- 1977 Fraternity Row – als Betty Ann
- 1975 One of Our Own – als Debbie Hinshaw
- 1975 Death Be Not Proud – als Mary Wilson

### Televisieseries
Uitgezonderd eenmalige gastrollen.
- 2018 SEAL Team - als Linda Hayes - 2 afl.
- 2014 Namaste Bitches – als Shirley – 6 afl.
- 2006-2011 Big Love– als Peg Embry – 15 afl.
- 2006 Studio 60 on the Sunset Strip – als Shelley Green – 4 afl.
- 2005-2006 Ghost Whisperer – als Diane Shields – 2 afl.
- 1996-1999 Promised Land – als Claire Greene – 67 afl.
- 1994-1998 Touched by an Angel – als Claire Greene – 7 afl.
- 1996 Savannah – als Lucille Richards – 13 afl.
- 1991-1993 Homefront – als Anne Metcalf – 42 afl.
- 1989-1990 Falcon Crest – als Lauren Daniels – 20 afl.
- 1989 The Robert Guillaume Show – als Ann Sherr – 12 afl.
- 1986-1988 A Year in the Life – als Anne Gardner Maxwell – 25 afl.
- 1987 Matlock – als Paula Campbell – 2 afl.
- 1978-1979 The Eddie Capra Mysteries – als Lacey Brown – 10 afl.
- 1976-1977 Executive Suite – als Stacey Walling – 18 afl.

- Library of Congress Control Number: no2008072921
- Virtual International Authority File: 46573250
- WorldCat: E39PBJymyc9D4dqm4DqKBDQrMP